# Erik Nascimento
Erik Roberto Silva do Nascimento, noto semplicemente come Erik (Três Rios, 2 febbraio 1995), è un calciatore brasiliano, centrocampista del Comercial-SP.

## Caratteristiche tecniche
È un centrocampista offensivo.

## Carriera
Cresciuto nel settore giovanile del Grêmio, ha esordito in prima squadra il 23 ottobre 2014 disputando l'incontro di Série A vinto 1-0 contro il Figueirense.
Dopo aver giocato per alcuni anni nelle serie inferiori del calcio brasiliano, il 26 dicembre 2018 lascia il Brasile per passare ai portoghesi del Desp. Aves, con cui sottoscrive un contratto fino a giugno 2022.